# Kuchar
Kuchar, även känt som Kuche, är ett härad som lyder under prefekturen Aksu i Xinjiang-regionen i nordvästra Kina. Det ligger omkring 400 kilometer sydväst om regionhuvudstaden Ürümqi. 